# Binaire kwadratische vorm
In de wiskunde is een binaire kwadratische vorm een kwadratische vorm in twee variabelen. Meer concreet is een binaire kwadratische vorm een homogene veelterm van graad 2 in twee variabelen
{\displaystyle q(x,y)=ax^{2}+bxy+cy^{2},}
waarin {\displaystyle a,\ b} en {\displaystyle c} de coëfficiënten zijn. Eigenschappen van binaire kwadratische vormen zijn op een essentiële manier afhankelijk van de aard van de coëfficiënten. Deze coëfficiënten kunnen reële getallen, rationale getallen of in het meest delicate geval gehele getallen zijn. Rekenkundige aspecten van de theorie van binaire kwadratische vormen zijn gerelateerd aan de rekenkunde van kwadratische velden en zijn veel bestudeerd, met name door Carl Friedrich Gauss in sectie V van de Disquisitiones Arithmeticae. 
De theorie van de binaire kwadratische vormen heeft zich in twee richtingen uitgebreid: algemene getallenlichamen en kwadratische vormen in {\displaystyle n} variabelen.